# Европейская академия наук и искусств
Европейская академия наук и искусств (ЕАНИ; англ. European Academy of Sciences and Arts, EASA; нем. Europäische Akademie der Wissenschaften und Künste, лат. Academia Scientiarum et Artium Europaea) — международное научное общество со штаб-квартирой в Зальцбурге, Австрия. Также известна как академия Унгера в честь многолетнего главы, австрийского кардиохирурга Феликса Унгера.

## Описание
ЕАНИ была основана 7 марта 1990 года.
По состоянию на 2010 год в ЕАНИ состояло 1300 членов, включая 20 нобелевских лауреатов и папу римского Бенедикта XVI.
ЕАНИ получает финансирование от властей Австрии. Под эгидой ЕАНИ работают небольшие исследовательские группы в Австрии, Германии, Румынии и Латвии, её признают некоторые научные организации Автрии, Германии и Швейцарии.

## Символика
Эмблема ЕАНИ представляет собой щит, разделённый на четыре части рыцарским крестом, символизирующим христианство. В левом верхнем и правом нижнем полях изображены семь звезд с герба Унгерн-Штернбергов, а в правом верхнем и левом нижнем полях — три лилии с герба фон Ливенов.

## Критика
По мнению латвийских исследователей Яниса Страдыньша и Аниты Дравениеце, «в отличие от классических академий наук, которые продвигают точные, базовые науки и исследования, ЕАНИ занимается слежением за соблюдением европейских ценностей — науки, религии и философии».